# Zglăvoacă răsăriteană
Zglăvoacă răsăriteană sau zglăvocul pestriț (Cottus poecilopus) este un pește dulcicol, de 6–10 cm (maximal 15 cm), din familia cotidelor. Poate trăi 8 ani.

## Distribuția geografică
Este o specie comună bazinelor fluviilor Mării Negre (Dunărea, Nistru), bazinelor fluviilor Mării Baltice (Vistula, Oder) și provinciei circumpolare; răspândită în întregul bazin al Oceanului Înghețat de Nord (Obi, Lena), din Scandinavia până la Kolâma (Siberia), Amur, bazinul fluviilor pacifice, spre Nord de gura Amurului; bazinul fluviilor japoneze și Coreea.
În România, se întâlnește mai ales în apele de munte ale regiunii nord-estice (Moldova și Maramureș): Bistrița cu afluenți, Trotuș, regiunea superioară a Dâmboviței și Ialomiței, regiunea superioară a Bicazului la Lacul Roșu. Este o specie mai rară ca zglăvoaca comună.
În [[Republica Moldova]] se întâlnește sporadic în cursul superior al Nistrului și sub barajul Novodnestrovsc.

## Habitatul și comportamentul
Duce o viață asemănătoare cu zglăvoaca comună.
Este o specii de apă dulce, trăiește în râuri și lacuri de joasă altitudine cu apă rece, limpede, curată, bine oxigenată, cu fundul pietros sau nisipos. Este moderat eurihalină, și poate fi găsită și la gurile râurilor în ape salmastre.
Felul de viață este bentonic; peștele trăiește mai mult izolat și rareori înoată, fiind mai mult sedentar. Este fotofob, și are un vârf maxim de activitate în timpul amurgului și noaptea, ziua stă ascuns sub pietre mari.

## Descrierea
Lungime obișnuită 6–10 cm, ajungând rareori la 13–15 cm lungime. La vârsta de o vară, măsoară 3 cm, la două veri 5 cm și la trei veri 7–9 cm lungime. Masculii sunt mai mari.
Specie asemănătoare cu zglăvoaca comună. Corpul alungit cilindro-conic, lat și rotunjit în partea anterioară, comprimat lateral în regiunea posterioară. Înălțimea maximă a corpului se cuprinde de 4,6-4,9 ori în lungime lui; înălțimea minimă a corpului intră de 2,2 -2,5 (rar 2,9) ori în înălțimea maximă și de 1,6-2,4 ori în lungimea pedunculului caudal.
Capul mare, lat, aplatizat și mai gros decât restul corpului; lungimea lui se cuprinde de 3,3-3,9 ori în lungimea corpului. Gura largă, terminală. Maxilele și vomerul cu dinți mărunți fini, așezați în mai multe serii. Fălcile de lungime egală. Pe bărbie sunt 2 pori senzoriali. Ochiul mijlociu, prezentând aceleași raporturi față de spațiul interorbital, ca și la zglăvoaca comună. Preoperculul cu 2 spini bine dezvoltați, îndreptați înainte.Vezica înotătoare lipsește.
Atât capul cât și corpul sunt complet lipsite de solzi, în afară de țepișorii foarte fini, uneori abia vizibili, care se găsesc sub înotătoarele pectorale. Linia laterală este incompletă, ajunge până sub jumătatea celei de a doua înotătoare dorsală, sau depășește cu puțin acest punct, dar nu ajunge până la baza înotătoarei caudale și se întinde deasupra mijlocului flancurilor; câteodată, extremitatea ei posterioară se continuă printr-un șanț fără orificii și, după o curbură în jos, ajunge la baza înotătoarei caudale.
Cele două înotătoare dorsale sunt separate. A doua înotătoare dorsală este mai lungă decât înotătoare anală, dar egale după înălțime. Înotătoarele ventrale lungi, ajung de obicei până la anus, iar la mascul depășesc anusul, atingând uneori înotătoarea anală. Cea de a patra radie internă a înotătoarelor ventrale este foarte scurtă, fără a egala jumătate din lungimea celei mai lungi.  Înotătoarele pectorale mari, largi, în formă de evantaliu, ating începutul celei de a doua înotătoare dorsale. Înotătoarea caudală scurtă, rotunjită.

## Colorația
Colorația variabilă, mai puțin marmorată ca la zglăvoaca comună. Coloritul spatelui și laturilor este uniform, verzui-măsliniu, cafeniu-verzui, bruniu, fără dungi transversale; uneori, se observă pete întunecate, neregulate. La baza înotătoarei caudale, se găsește o pată. Abdomenul este alb-gălbui, cu desen marmorat.
Prima înotătoare dorsală adesea cu o margine galbenă-portocalie. Toate înotătoarele sunt prevăzute cu mai multe linii, formate din mici pete întunecate cafenii; în special, pe înotătoare ventrală se observă totdeauna 5-15 dungi cafenii transversale, foarte evidente.

## Dimorfismul sexual
Masculii sunt mai mari, au botul mai larg, iar ventralele mai lungi ca femelele.

## Hrana
Se hrănește în principal cu pești mici, puietul și icrele altor specii de pești, cu nevertebrate bentonice, cum ar fi crustacee (în mod deosebit lătăușul), larve de insecte (efemeroptere, trihoptere, plecoptere, chironomide), anelide, hirudinee și moluște. Dar poate, de asemenea, să se hrănească cu alge (diatomee, desmidiacee, alge albastre și verzi).

## Reproducerea
La vârsta de 3-4  ani, atinge maturitatea sexuală. Perioada de depunere a icrelor are loc din februarie până în aprilie.
Masculii sunt teritoriali și resping orice rival potențial. Fiecare mascul pregătește un cuib în gropițele de pe fundul apei. Reproducerea este precedată de un ritual de curtare, pentru a determina femela să vină și să depune icrele în cuib. Masculul curtează fiecare femelă care intră pe teritoriul său. Fiecare femelă depune 108-336 icre, cu diametrul de 2,3 mm. Masculul păzește ponta, până la ecloziune.

## Importanța economică
Nu are importanța economică, deși carnea este considerat foarte bună și delicată. Servește drept nadă la undiță pentru păstrăvi.